# Покровская, Мария Ивановна
Мари́я Ива́новна Покро́вская (род. 14 января 1852, Нижний Ломов, Пензенская губерния — 3 января 1927, Ленинград) — одна из первых женщин — участниц феминистского движения в России, врач, публицистка. На протяжении всей жизни боролась за права женщин, являлась членом Взаимно-благотворительного общества и основательницей Женской прогрессивной партии.

## Биография
Мария Покровская родилась в дворянской семье. Первоначальное среднее образование получила дома. В 1870 году выдержала экзамен на звание домашней учительницы и устроилась преподавательницей в женской школе в г. Теминкове Тамбовской губернии. 
В 1876—1881 гг. Покровская отучилась на Женских врачебных курсах в Санкт-Петербурге. После их окончания с 1882 по 1888 гг. служила земским врачом в Опочском уезде Псковской губернии. В 1888 г. Покровская снова переехала в Санкт-Петербург. Сведения о её деятельности в столице разнятся: по одним источникам, она занялась лабораторной работой и выпуском брошюр о здравоохранении, по другим — работала на городские власти, занимаясь лечением городской бедноты. Покровская занималась изучением жилищ санкт-петербургских рабочих и напечатала по этому вопросу ряд работ в «Вестнике Общей Гигиены» за 1895 и 1896 годы. Напечатала несколько работ: «Опыт статического исследования заболеваемости и смертности населения в связи с качеством воды» и другие.
После революции, в начале 1906 г., Покровская выступила учредительницей Женской прогрессивной партии. Партия существовала вплоть до 1917 г., но мало что сделала для получения женщинами права голоса.
С 1904 по 1917 годы была издателем-редактором влиятельного общественного и научно-литературного журнала «Женский вестник», посвящённого равноправию и улучшению положения женщин. Последняя статья Марии Ивановны Покровской посвящена анализу первых демократических российских выборов в районные думы Петербурга. 
С 1921 по 1922 год работала санитарным инспектором Нарвско-Петергофского района Петрограда.